# Something Wild (Album)
Something Wild ist das Debütalbum der finnischen Metalband Children of Bodom, deren genaue Definition der Stilrichtung umstritten ist, aber meistens dem Melodic Death Metal oder schlichtweg dem Metal zugeordnet wird.

## Entstehungsgeschichte
Im Jahr 1993 wurde die Band „Inearthed“ von Gitarrist und Sänger Alexi Laiho und Schlagzeuger Jaska Raatikainen gegründet. In den folgenden Jahren fanden weitere Bandmitglieder hinzu: der Rhythmusgitarrist Alexander Kuoppala, der Bassist Hennka Seppälä und der Keyboarder Jani Pirisjoki. Unter verschiedenen Besetzungen wurden drei Demoaufnahmen produziert: Implosion of Heaven (1994), Ubiquitos Absence of Remission (1995) und Shining (1996).
Schließlich suchte die Band eine Plattenfirma, die ihr erstes Album sponsern sollte. Niemand hatte aber Interesse an der Band und so beschlossen die Bandmitglieder, die Kosten für das Album, die rund 3.500 Euro betrugen, selbst zu bezahlen.
Kurz vor den Aufnahmen wurde Pirisjoki aus der Band geworfen, weil er das Projekt nicht ernst genug nahm. Als Ersatz fragte Raatikainen seinen Schulfreund Janne Wirman. Dieser hatte bis dahin überwiegend Jazz auf dem Klavier gespielt und hatte nicht viel Ahnung von Metal. Trotzdem nahm die Band das Album im Juli und August 1997 auf. Wirman erwies sich als äußerst talentiert, als er eine Improvisation im Lied „Lake Bodom“ erfinden sollte, die allen Bandmitgliedern sehr gefiel.
Inearthed suchte eine Plattenfirma, die ihr Album veröffentlichen sollte. Zuerst fanden sie kein passendes Angebot, bis sie eines von einem kleinen belgischen Plattenlabel erhielten. Die Studiokosten wurden jedoch nicht übernommen und die Band musste 1.000 Exemplare des Albums selbst verkaufen. Wenig später gelangte das Album durch Alexander Kuoppalas Freund Sami Tenetz, dem Gitarristen von Thy Serpent, an Spinefarm Records, die der Band sofort ein sehr gutes Vertragsangebot machten. Die Band war aber bereits bei dem belgischen Label unter Vertrag, weshalb Spinefarm eine Umbenennung vorschlug, um sich so aus dem alten Plattenvertrag zu lösen. Also benannten sich Inearthed in „Children of Bodom“ um. Im November 1997 veröffentlichte Spinefarm Records das Album. Es erreichte Platz 20 in den finnischen Albumcharts.
1998 wurde das Album unter anderem von Nuclear Blast und Toys Factory auch im Ausland veröffentlicht.
Am 31. Oktober 1997 gaben sie ihr erstes Konzert als Children of Bodom als Vorgruppe von Dimmu Borgir und im Jahr 1998 tourten sie mit Disbelief, Crack Up, Hypocrisy, Benediction und anderen Bands, in einer von Nuclear Blast organisierten Festival-Tournee.

## Stil
Das Album kann man nicht in ein bestimmtes Metalgenre einordnen. Es kommen Elemente aus dem Black Metal und dem Melodic Death Metal zusammen und die schnellen Gitarren- und Keyboardsoli und -melodien erinnern stellenweise an Power Metal. Ähnlich dem Black Metal, klingt auch Laihos Gesang hier noch tiefer und dunkler als später zum Beispiel auf Are You Dead Yet?. Allerdings findet man hier auch viele rhythmische, harte Gitarrenriffs, die eher dem Melodic Death Metal zugeordnet werden müssen.
Des Weiteren kommen Elemente aus klassischer Musik hinzu, Beispiele dafür sind die Intro von „Red Light in My Eyes, Part 1“, in dem J. S. Bachs Interntion Nr. 13 in a-Moll, BWV 784 benutzt wird, die Intro von „Red Light in My Eyes, Part 2“, in der das erste Thema von W. A. Mozarts 25. Sinfonie, KV 183 und der Refrain des Liedes, wo dessen Requiem (Satz „Confutatis maledictis“) Verwendung findet, und ein Riff von „The Nail“, das von J. S. Bachs Toccata und Fuge in d-Moll, BWV 565 kommt.
Das Cover-Artwork wurde von Graham Fench gestaltet. Es ist rot und zeigt einen Sensenmann, der die Hand nach vorne ausstreckt. Die Produzenten des Albums waren Anssi Kippo und Children of Bodom.

## Songs
Am Anfang von „Deadnight Warrior“ hört man ein Sample aus Stephen Kings Es.
Zu Beginn von „The Nail“ hört man ein Zitat aus Ben Hur, untermalt mit einem Sound aus Nightmare: Mörderische Träume.
In den Songs kann man einige Riffs aus Liedern von anderen Bands hören: In „The Nail“ kommen Teile von Yngwie Malmsteens „Far Beyond the Sun“ und „Vengeance“ von Nuclear Assault vor. In „In the Shadows“ hört man außerdem ein Riff, das möglicherweise aus Darkthrones Transilvanian Hunger stammen könnte und später hört man eine Gitarren- und Keyboardeinlage, die ähnlich wie ein Teil von „One Rode to Asa Bay“ von Bathory klingt.
Im CD-Booklet wurde nur der Text von „Touch Like Angel of Death“ veröffentlicht.
In der ersten originalen „Spinefarm Records-Version“ des Albums kommt in diesem Titel namens Coda („Ende“) bei etwa sechs Minuten ein verstecktes Keyboardsolo. Dieses Solo ist der nachgespielte Titelsong der Fernsehserie Miami Vice und wurde von Alexi Laiho und Alexander Kuoppala gespielt, als sie im Studio betrunken waren.
Außerdem ist auf der ersten Version ein achter Titel enthalten, der aber nur zehn Sekunden Stille enthält.
Später veröffentlichte Re-Releases enthalten weitere Bonustracks.

## Titelliste

### Standardtracks
1. Deadnight Warrior – 3:22
2. In the Shadows – 6:01
3. Red Light In My Eyes (Part 1) – 4:28
4. Red Light In My Eyes (Part 2) – 3:50
5. Lake Bodom – 4:02
6. The Nail – 6:18
7. Touch Like Angel of Death – 7:47
∙ Touch Like Angel of Death – 4:05
∙ Coda – 1:47
8. Bruno the Pig (versteckter Titel) – 0:10

### Deluxe Edition Bonustracks
- Silent Scream (Slayer-Cover) – 3:17
- Don't Stop at the Top (Scorpions-Cover) – 3:24
- Mass Hypnosis (Sepultura-Cover) – 4:07

### 2008 Version Bonustracks
- Children of Bodom (Original Single Version) – 5:13
- Mass Hypnosis – 7:00

- Musikvideo zu „Deadnight Warrior“